# Once-30 de Diciembre (subte de Buenos Aires)
Once - 30 de Diciembre es una estación de la línea H de la red de subterráneos de la ciudad de Buenos Aires ubicada en la intersección de las avenidas Pueyrredón y Rivadavia, en el barrio de Balvanera. 
Posee una tipología subterránea con 2 andenes laterales y dos vías. Posee un vestíbulo superior que conecta las plataformas con los accesos en la calle, la estación Plaza Miserere de la línea A y Once de Septiembre del Ferrocarril Domingo Faustino Sarmiento, mediante escaleras, escaleras mecánicas y ascensores; además posee indicaciones en braille en gran parte de sus instalaciones como así también baños adaptados y servicio de Wi-Fi público.

## Historia
Fue inaugurada en dos ocasiones. La obra civil se inauguró el 31 de mayo de 2007, pero la apertura al servicio de pasajeros recién tuvo lugar el 18 de octubre de 2007 junto con las estaciones Venezuela, Humberto I, Inclán y Caseros. Fue la terminal norte de la línea hasta diciembre del 2010 (poco más de 3 años) que se inauguró la estación Corrientes.

## Decoración
En el tímpano, escaleras y vestíbulo se encuentran obras sobre la vida de Aníbal Troilo del artista Hermenegildo Sabat, como parte del paseo cultural del tango.

## Cambio de nombre
El 19 de marzo de 2015 la Legislatura de la Ciudad aprobó por unanimidad el cambio de nombre de la estación que pasó a llamarse "Once - 30 de Diciembre" en homenaje a las víctimas fallecidas en la Tragedia de Cromañón el 30 de diciembre de 2004. El proyecto, redactado por el legislador Marcelo Ramal (PO-FIT) y acompañado por los legisladores Gustavo Vera (BC) y Alejandro Bodart (MST), prevé la colocación de un mural que recuerde a las víctimas como así también una explicación de los hechos que condujeron a la tragedia.
Al respecto, el legislador Marcelo Ramal comentó:

"Lo que recordará siempre esta estación de subtes es que Cromañón fue un crimen de Estado, provocado por un gobierno, un Estado y una organización social que colocó al beneficio capitalista por encima de la vida de sus trabajadores y sus jóvenes. El nombre “30 de diciembre” significa, también, que está vigente la lucha por justicia para con los responsables materiales y políticos de la masacre de Cromañón."

El 30 de marzo se inauguró formalmente la estación con el nuevo nombre, contando con familiares de las víctimas y sobrevivientes de la tragedia. Se han colocado murales, fotos y un listado con los nombres de las víctimas.

## Hitos urbanos
Se encuentran en las cercanías de esta:
- Plaza Miserere
- Centro Médico Barrial (CMB) N° 29
- Centro Educativo de Nivel Primario N° 58
- Jardín Maternal N° 06/02°
- Centro Educativo de Nivel Primario N° 20 - Centro La Balsa
- Escuela Técnica N.º 26 Confederación Suiza
- Liceo N.º 10 Ricardo Rojas
- Bachillerato con Orientación Artística N° 04 Xul Solar
- Abasto Shopping
- Escuela Metropolitana de Arte Dramático
- Biblioteca del Centro Argentino de Información Científica y Tecnológica
- Ciudad Cultural Konex
- Museo y Observatorio del Colegio San José
- El Bar Notable: La Perla Bar

## Imágenes

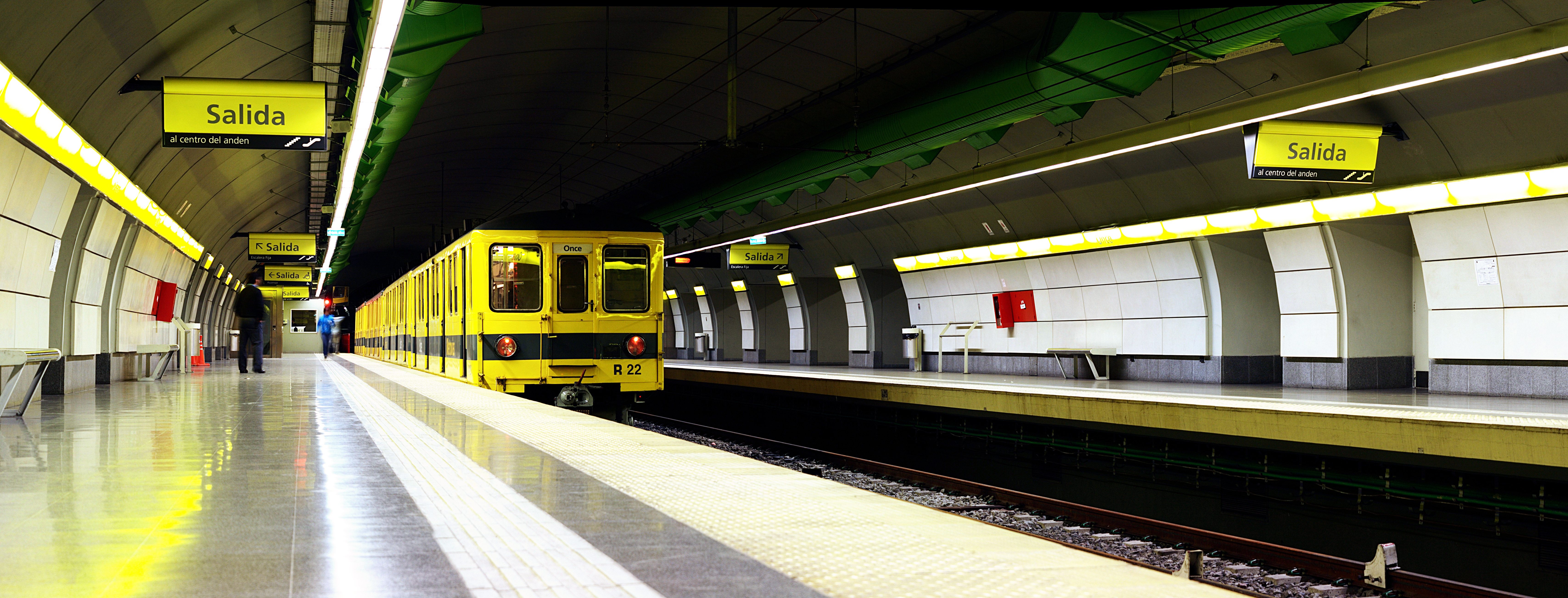
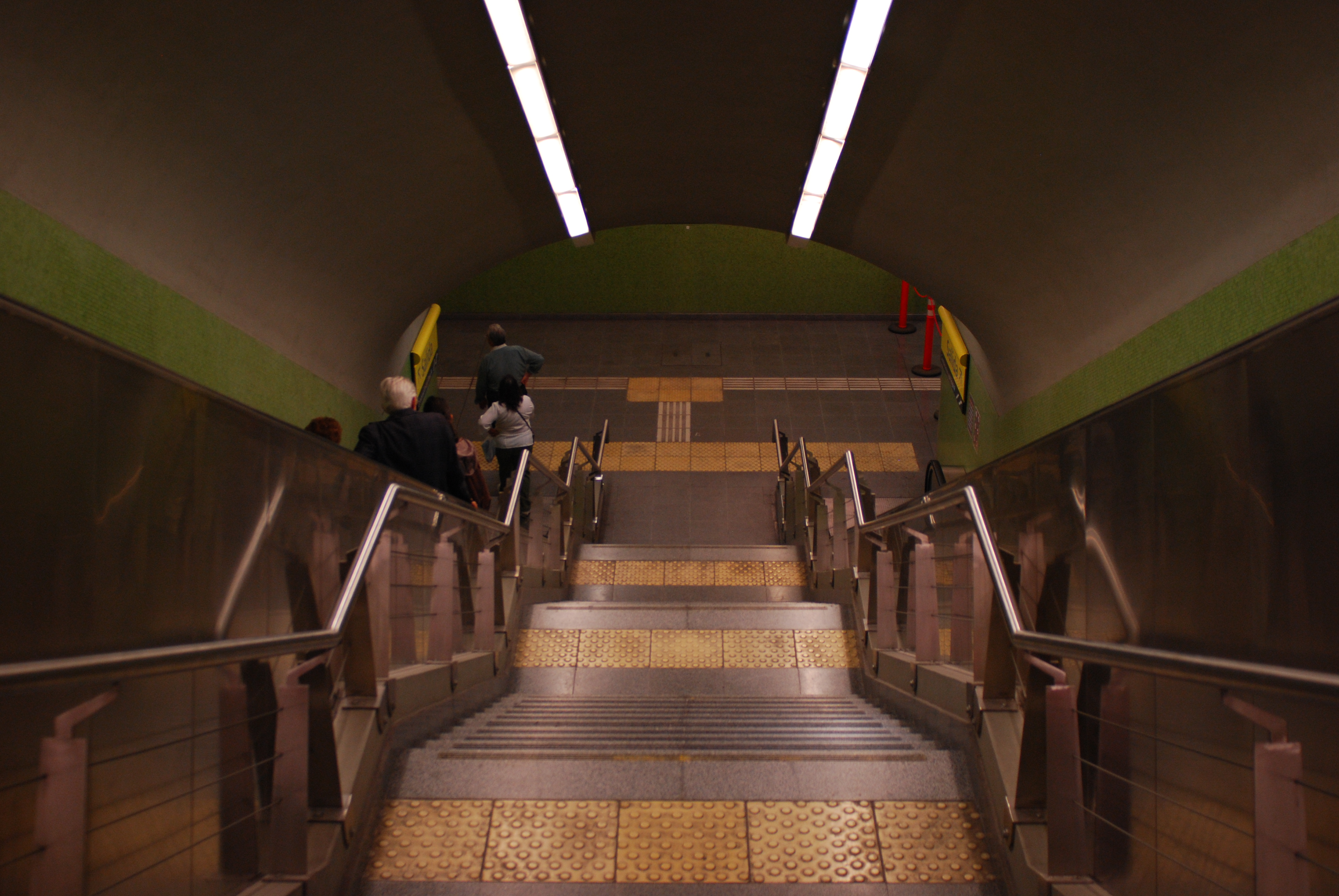
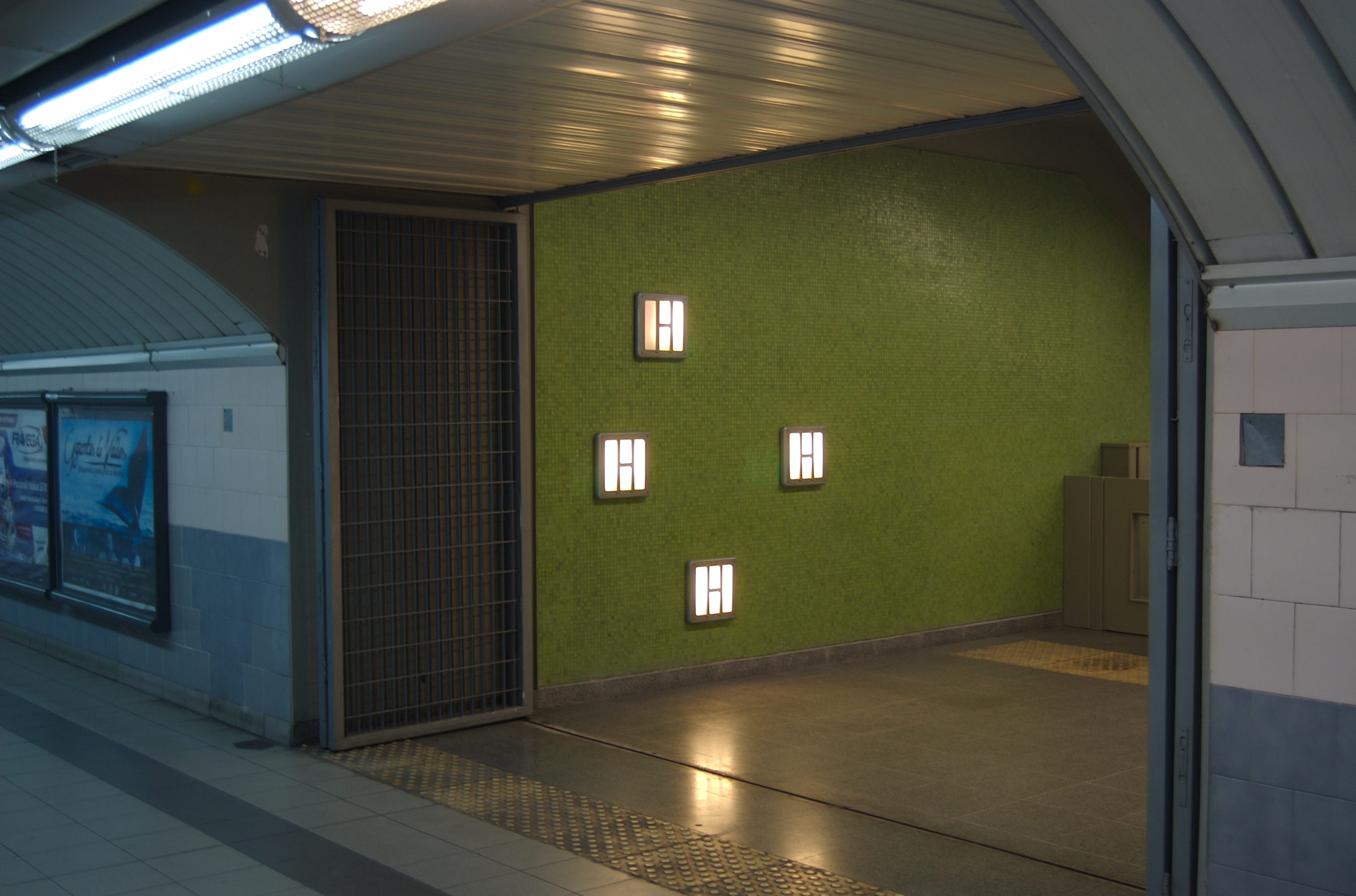
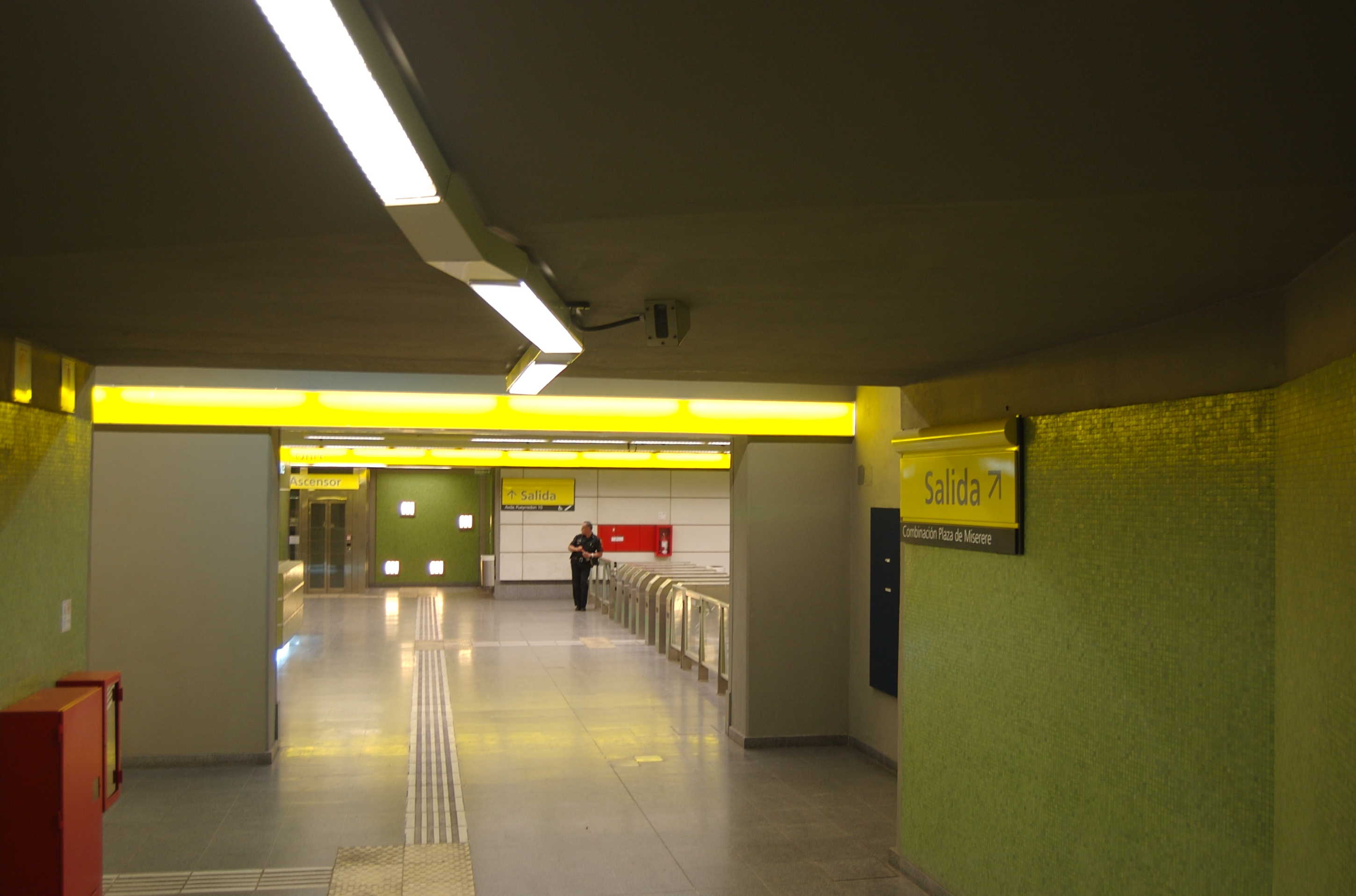
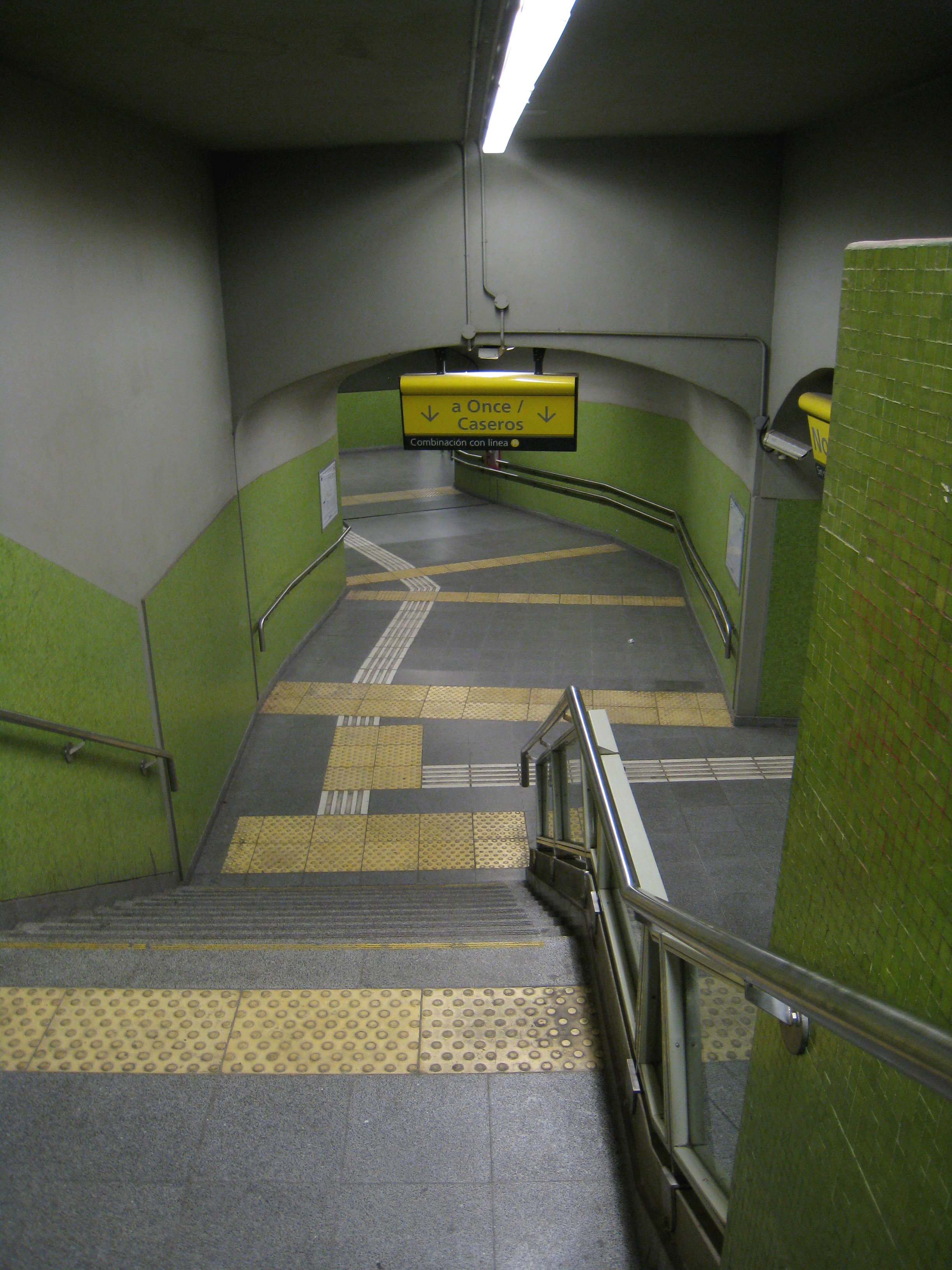
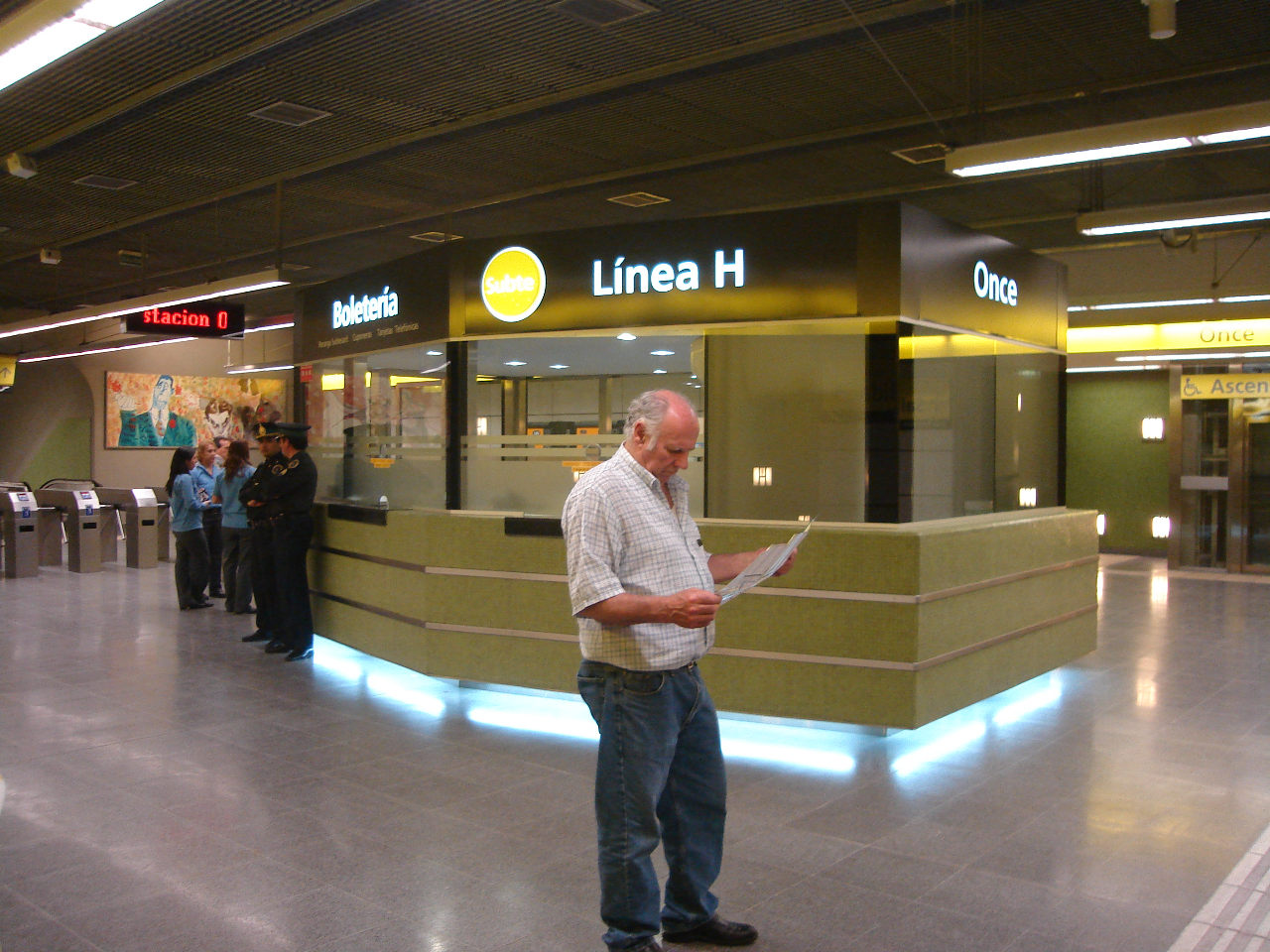